# Albert Jourda
Albert Jourda (Toulouges, 14 gennaio 1893 – Parigi, 23 dicembre 1961) è stato un calciatore francese, di ruolo centrocampista.

## Carriera

### Nazionale
Ha collezionato 7 presenze con la propria Nazionale.